# Lista de personagens de Toy Story
Esta é uma lista contendo todos os personagens dos filmes Toy Story, Toy Story 2, Toy Story 3 e Toy Story 4.

## Brinquedos

#### Xerife Woody
Personagem principal dos filmes. É um boneco de pano, com a aparência de um xerife do velho oeste. É o brinquedo favorito de Andy, tendo um lugar especial em sua cama, o que faz dele o líder dos brinquedos. Se mostra preocupado e reclamão em algumas situações, porém é um carismático e simpático herói. Todo o quarto de Andy, no início do filme Toy Story, é decorado com as características de Woody, mas após Andy ganhar Buzz, o quarto dele fica decorado com as coisas relacionadas com Buzz. Em Toy Story 2, é revelado que Woody é baseado no personagem principal de um popular show de televisão dos anos 50, chamado "Rodeio do Woody". Woody é inspirado pelo brinquedo favorito de infância do produtor executivo, um boneco puxa-corda que fala. Pixar desenhou o personagem e surgiu a ideia de fazer dele um cowboy de brinquedo. Seu último nome "Pride" nunca foi revelado nos filmes, nem nos curtas. É um personagem jogável em Toy Story, Toy Story Racer e Toy Story 3: The Game.
Ele foi dublado por Tom Hanks em inglês, Alexandre Lippiani (primeiro filme) e Marco Ribeiro (atualmente) no Brasil, e Miguel Ângelo em Portugal.

#### Buzz Lightyear
Um brinquedo moderno, com voz eletrônica, asas e laser (na verdade, um LED). Andy ganhou Buzz em sua festa de aniversário, causando ciúmes em Woody. Em Toy Story, Buzz acredita que seja um patrulheiro espacial, mas, ao longo do filme, percebe que é um brinquedo. É o melhor amigo de Woody. Em Toy Story 2, o quarto de Andy está decorado com coisas relacionadas ao Buzz. Buzz é inspirado no brinquedo espacial de John Lasseter e seus primeiros nomes foram Lunar Larry e Morph. Ele também apareceu no filme Buzz Lightyear de Star Command: The Adventure Begins e na série de TV spin-off Buzz Lightyear de Star Command, que mostram Buzz como um verdadeiro patrulheiro espacial. Buzz é um personagem jogável nos jogos Toy Story Racer, Toy Story 2: Buzz Lightyear to the Rescue e Toy Story 3: The Game. Em 10 de dezembro de 2020, a Disney & Pixar anunciaram seu próximo filme "Lightyear", que servirá como um prequel para o primeiro Toy Story e uma história de origem para o humano em que a linha de brinquedos foi baseada. Buzz foi confirmado tendo voz original por Chris Evans, o filme foi lançado 17 de junho de 2022.
Em inglês, teve a voz Tim Allen nos filmes e Patrick Warburton na série de TV, em português teve as vozes de Guilherme Briggs e Marcos Mion no Brasil, e Paulo B. em Portugal.

#### Jessie
Ela é modelada de acordo com um personagem ficcional de uma série de televisão antiga, chamada “O Rodeio de Woody”, onde os personagens que constam são: o Xerife Woody, Jessie, o Mineiro e Bala no Alvo. Jessie é essencialmente o contrário do gênero masculino de Woody, exceto por ela ser muito mais emotiva do que ele. Fora isso, sua marca é a sua brilhante e vermelha cabeleira. Jessie, no entanto, esconde uma boa dose de tristeza por trás de sua lúdica personalidade, pois foi esquecida debaixo da cama, por sua antiga dona, Emily. Anos no escuro, também desenvolveu claustrofobia. Existe alguma “química” entre Jessie e Woody, semelhante à de irmãos, já que Woody possui Betty como sua namorada. No final do filme, Jessie e Bala no Alvo são adotados como brinquedos de Andy. Buzz tem uma queda por ela, e Jessie primeiro retorna elogios ao descrevê-lo como o "brinquedo espacial mais fofo que ela já conheceu", e começa a compartilhar dos sentimentos após ser cortejada pelo "modo espanhol" de Buzz. A corda de voz de Jessie não ativa no filme. É personagem jogável em Toy Story Racer e Toy Story 3: The Game.
É dublada em inglês por Joan Cusack, no Brasil por Mabel Cezar, e em Portugal por Carmen Santos.

#### Sr. Cabeça de Batata
Um boneco Mr. Potato Head, da Hasbro. É rabugento e sarcástico, e muitas vezes tenta ser engraçado, atitude que nem sempre é alcançada. Possui uma mulher, chamada Sra. Cabeça de Batata. É um brinquedo no formato de batata, o seu design patenteado lhe permite separar algumas de suas partes, removendo-os dos buracos de seu corpo. Ele também tem um compartimento em suas costas para armazenar acessórios extras. Por razões desconhecidas, ele é o único brinquedo que demonstrou ser capaz de manter controle sobre suas partes, mesmo que sejam a vários centímetros de distância de seu corpo principal. No primeiro filme, ele insiste em acusar Woody de ser um ciumento "brinquedo-assassino" e provoca um motim com os outros brinquedos, só para perceber o seu erro e se emendarem. No filme seguinte, ele é mostrado de uma forma muito mais positiva, ajudando a salvar Woody do colecionador de brinquedos Al. Após o passeio selvagem no Caminhão do Pizza Planet, onde ele salvou três brinquedos alienígenas de voarem pela janela, ele e sua esposa aparentemente acabam por adotá-los como seus filhos. No terceiro filme, usa uma tortilla e um pepino como corpos alternativos nas cenas em Sunnyside. Apenas depois que os aliens Pizza Planet os salvam de serem queimados é que finalmente ele os aceita como filhos. Sr. Cabeça de Batata é um personagem jogável no jogo Toy Story Racer.
Em inglês, é dublado por Don Rickles (há inclusive uma alusão ao ator no primeiro filme, com Cabeça de Batata dizendo seu bordão "you hockey puck" para um disco de hóquei). No Brasil, foi dublado no primeiro filme por Antônio Patiño e nos outros dois por Alfredo Martins. Em Portugal, foi dublado por José Raposo.

#### Rex
Um boneco de plástico de um Tiranossauro Rex com complexo de inferioridade, devido a sua insegurança em relação à sua ferocidade. Gosta de jogar video-game e é muito atrapalhado, sempre derrubando objetos ou brinquedos com sua cauda. Possui dois bracinhos bem pequenos. É um dos personagens mais engraçados dos filmes. É bastante medroso. Possui medo de não ser assustador o suficiente. Fica muito frustrado por não poder vencer o "Zurg" no jogo de vídeo-game. O pior medo de Rex (depois de Sid) é que Andy ganhe um outro dinossauro. No entanto, após Buzz lhe dar algumas indicações sobre a forma de ter um melhor rugido, derruba um brinquedo Zurg de um elevador, fazendo com que supere suas frustrações. Em Toy Story, ele afirma que foi feito por uma filial da Mattel (por coincidência, na vida real os brinquedos de Rex são agora feitos pela Thinkway Toys). Ele tenta evitar confrontar com Woody quando este é acusado de tentar matar Buzz, mas lentamente e com relutância vira contra ele sob pressão dos outros, rapidamente experimentando um sentimento de culpa depois. Rex é um personagem jogável no jogo Toy Story Racer. Também tem breve aparição nos "erros de gravação" de Monsters, Inc., implicando que teria feito um teste para interpretar um dos monstros.
É dublado por Wallace Shawn em inglês, Marco Antônio Costa e Fernando Mendonça no Brasil, e André Maia e Manuel Moreira em Portugal.

#### Slinky
Um cachorro com corpo de mola. Sempre se mete em encrencas por causa de sua mola. Ele é baseado em Slinky Dog, um brinquedo de puxar fabricado pela James Industries, que foi popular nos anos 50, 60 e início dos anos 70. Com a permissão de James Industries, Slinky foi remodelado para o filme pelo artista Bud Luckey para torná-lo mais atraente como um personagem animado. Slinky é fiel a Woody, mesmo quando os outros brinquedos o chamam de assassino. Embora eventualmente ele, também, "perca a fé" em Woody, ele é um dos primeiros a admitir que Woody não é um vilão, embora os outros façam com que ele pareça. Ele parece expressar remorso após participar diretamente do empurramento de Woody do caminhão de mudança em movimento, e mais ainda quando descobre que Woody estava dizendo a verdade sobre Buzz. Quando os brinquedos descobrem que Woody estava dizendo a verdade, todos eles (incluindo Slinky) tornam-se culpados por aquilo que fizeram ao seu líder. Após a rampa ser puxada para baixo por Rocky, a cauda de Slinky é segurada pelo Sr. Cabeça de Batata, assim a cabeça de Slinky é segurada por Woody e Buzz, fazendo-os com que voltem para o caminhão. Slinky tenta, mas a bateria de C.R. acaba e ele fica todo esticado. Em Toy Story 2 , Slinky é um dos brinquedos que se desloca para a missão de resgatar Woody. Seu mecanismo de mola vem a calhar várias vezes ao longo da missão. Slinky é um personagem jogável no jogo Toy Story Racer.
Em Toy Story e Toy Story 2, é dublado em inglês por Jim Varney. No terceiro filme, Blake Clark substitui Varney, que morreu em 2000. No Brasil, é dublado nos dois primeiros filmes por Francisco José, e Carlos Gesteira no terceiro. Em Portugal, Carlos Macedo faz o personagem em todos os filmes.

#### Porquinho
Um porquinho-mealheiro largadão e bem bonachão, chamado de Hamm na versão americana. Quase nunca se encontra estressado ou preocupado com alguma coisa, mas se irrita com comentários infelizes e situações óbvias. Andy sempre o retrata como vilão nas brincadeiras, sendo que seu principal papel é o de Dr. Linguiça (Também conhecido como Dr. Porcão). Seu principal alvo de irritação é Rex. É bem amigo do Sr. Cabeça de Batata, uma vez que são frequentemente vistos jogando jogos e batendo palmas um com o outro sempre que acontece algo espetacular. Além disso, Porquinho tem uma antipatia com a galinha mascote do Celeiro de Brinquedos do Al, especialmente quando ele, mais tarde, percebe que o mascote é o proprietário do Celeiro, Al McWhiggin, o mesmo que rouba Woody. Porquinho é um personagem jogável no jogo Toy Story Racer.
É dublado em inglês por John Ratzenberger, que depois participou de todos os filmes da Pixar. No Brasil, é dublado pelo Renato Rosenberg nos dois primeiros filmes e por Reginaldo Primo no terceiro. Em Portugal, Carlos Freixo faz o personagem em todos os filmes.
Porquinho é uma peça colecionável de brinquedo rara hoje

#### Betty
Nome original: Bo Peep
É uma boneca de porcelana com aparência de pastora de ovelhas. Ela usa uma blusa rosa, sua saia é branca com bolinhas rosas, tem um gorro na cabeça e usa um cajado. Sua boneca é inspirada na Little Bo Peep. No começo, era para ela ser uma boneca Barbie, mas conforme decidido, ela passou a ser uma boneca de porcelana com um conjunto, uma luminária com três ovelhas, Mariel, Muriel e Abel (Billy, Goat e Groffy no original). Ja nas cenas iniciais de Toy Story é mostrado o relacionamento amoroso de Betty e Woody, sendo mais ousada por conta da timidez do cowboy. Betty e suas ovelhas não aparecem em Toy Story 3 (apenas em flashback inicial), o que ocasionou um grande mistério sobre sua ausência ja que sempre teve sua notória participação nos dois primeiros filmes. Ainda nas cenas iniciais de Toy Story 3, Rex cita o que houve com Betty, mistério que foi revelado no inicio de Toy Story 4, para surpresa de Woody, Buzz, Jessie e Slinky, Betty e seu conjunto foram doados a um homem segundos depois de concluírem o salvamento de CR. Depois de alguns anos, Betty acabou por ser ser doada / vendida pelo seu novo dono, indo parar no "Antiquário Segunda Chance", onde ficou por cerca de 7 anos. Betty revela que ficou sozinha por muitos anos, o que a tornou uma boneca de espírito livre e independente, sem querer viver presa à uma criança, fazendo com que no final, Woody passe a viver com ela pelo mundo. Ela passa por uma grande transformação, desde a reformulação de suas roupas, tirando grande parte de seu vestido rosa, dando aparência de mais forte e independente. Betty já foi quebrada 2 vezes, uma no braço e outra no ombro. A personagem ganhará um curta-metragem com nome oficial de "Lamp Life" que será exibido ainda em 2019, no Disney+, a história contará como Betty se adaptou após a despedida da casa de Andy e seu retorno em Toy Story 4 depois de muito tempo perdida.

É dublada em inglês por Annie Potts, e no Brasil por Telma Costa.

#### Sargento
O comandante de um exército de soldados de plástico. O pequeno soldado verde de plástico é bastante disciplinado e "não deixa para trás" a política e os mestres de reconhecimento. Sargento passa por grandes riscos para salvar um de seus homens que a Sra. David pisou. Sargento e as suas tropas frequentemente ajudam os seus colegas brinquedos. Com a sua ajuda, descobre-se os brinquedos que Andy e Molly ganham de Aniversário e Natal. Após descobrir que Woody empurrou Buzz para fora da janela, ele corre furiosamente, sabendo que Woody não é um digno capitão e, mais tarde, tanto ele como os outros homens do Exército Verde saltam em cima do corpo de Woody. No terceiro filme, ele e seus soldados primeiro sequestram o celular de Andy, depois fogem de paraquedas temendo serem jogados fora e vão para a creche Sunnyside onde vivem felizes depois que Lotso foi expulso de lá.
É dublado em inglês por R. Lee Ermey, no Brasil por Carlos Seidl, e em Portugal por Peter Michael.

#### Sra. Cabeça de Batata
A esposa do Sr. Cabeça de Batata. É dócil com todos. Tenta equilibrar o lado rabugento de seu marido, com quem banca a esposa exigente. Neurótica por organização e necessidades, ela sempre enche o porta-malas do marido de coisas úteis (e até algumas extras) a cada saída dele. Embora mencionado que ela foi ganha por Molly no Natal, perto do final do primeiro filme, isso não é visto em Toy Story 2. Sra. Cabeça de Batata e seu marido se tornam pais adotivos dos três brinquedos alienígenas que o Sr. Cabeça de Batata salvou do caminhão do Pizza Planet. No terceiro filme, perde um dos olhos, mas consegue enxergar o que ele vê ao cobrir o que está ligado em seu corpo.
É dublada em inglês por Estelle Harris, no Brasil por Carmen Sheila, e em Portugal por Cucha Carvalheiro.

#### Wheezy
Um boneco-pinguim de borracha e apito, típico boneco de bebê ou de cachorro. É um pinguim medroso e preocupado, que é encontrado por Woody quando ambos se encontram na prateleira. Wheezy é bem amigo de Woody e confia nele, uma vez que o cowboy o salvou de ser vendido numa venda de usados. Ele não se faz presente em Toy Story 3, só é mencionado entre os brinquedos perdidos ao longo dos tempos (em possível alusão ao fato de seu dublador ter morrido em 2005).
Foi dublado em inglês por Joe Ranft (com Robert Goulet cantando) e em Portugal por Peter Michael.

#### Barbie
Barbie é uma boneca feita pela Mattel. No segundo filme, Molly possui três Barbies, mas no terceiro apenas uma aparece, sendo doada para Sunnyside.
Foi dublada em inglês por Jodi Benson e Carla de Sá em Portugal.

### Brinquedos menores ou de fundo

#### Tela Mágica
É uma tela mágica ecrã da Ohio Art Company. Tela é capaz de desenhar desenhos rapidamente e, não surpreendentemente, muito bem. Tais desenhos incluem armas, retratos de Buzz, Woody e Al, e mesmo mapas semi-complicados. É um dos únicos brinquedos de fundo que tem maior importância que os demais em Toy Story 2. Tela é um dos brinquedos que em Toy Story 3 "se perdeu ao logo da estrada" (vendido ou doado).

#### Tubarão
É um tubarão de borracha que vive na caixa de brinquedos de Andy. Em Toy Story 2, quando Andy brinca com seus brinquedos um pouco antes de ir para o Acampamento Cowboy, o Tubarão muda sua cor de azul para cinza escuro. Em Toy Story, ele pode falar quando Woody acorda na caixa de brinquedos, e avisa que não está com o seu chapéu. Tubarão finge que é Woody e diz: "Olha, sou o Woody! Saiam todos da cama!" Woody ri em um modo sarcástico e, vê seu chapéu na cabeça do Tubarão. Em especiais dos discos de Toy Story 2 e Toy Story, Tubarão é tratado com um brinquedo de "terror".

#### Olho Vivo
É um par de binóculos com pés de pato. Ele é utilizado como binóculo pelos outros brinquedos em diversas situações. Ele pode falar e foi um personagem jogável no jogo Toy Story Racer. O curioso, é que no jogo, Olho Vivo não pode falar. É utilizado em uma cena de Toy Story 2, apesar de não ter tanta importância como no primeiro filme. Não aparece em Toy Story 3.

#### Nel Som
É um brinquedo gravador, que contribui para amplificar a voz de Woody quando os brinquedos têm um encontro pessoal. No final de Toy Story 2, ele serve como um karaokê, quando Wheezy começa a cantar a canção “Amigo, Estou Aqui”. O nome de Nel Som é derivado da palavra “microfone”, derivando do nome Nelson e relacionando-o com som, o que às vezes dá a entender meu som.

#### Mr. Spell
É baseado em um popular brinquedo dos anos 70 Speak & Spell, fabricado por Texas Instruments. Ele frequentemente detém seminários sobre uma variedade de tópicos, tais como: "o que fazer se você ou uma parte de você é engolido". Em Toy Story 2, o Mr. Spell ajuda os brinquedos a descobrir quem roubou Woody.

#### CR
É o automóvel de controle remoto de Andy. Possui uma velocidade assustadora. Ele tem um corpo verde com decalques azuis na parte frontal. CR fala em “sons de motor” (ele não pode falar literalmente, mas Sr. Cabeça de Batata pode compreender perfeitamente seus sons). CR é a abreviatura de “Controle Remoto”, e é chamado de RC no original (Remote Control). CR é um personagem jogável no jogo Toy Story Racer. Um estranho petisco sobre CR é que, embora seu controle remoto supostamente foi perdido quando Woody e Buzz estavam com ele para fora do caminhão de mudança, em Toy Story 2, Andy ainda tem o controle remoto. CR é usado como um veículo lançador nas brincadeiras de Andy.

#### Rocky
É uma figura de um lutador “peso-pesado”, provavelmente com base em Wrestling Superstars feita pela Hasbro. Ele é o mais forte dos brinquedos no quarto de Andy. Tal como acontece com a Boneca Troll, Rocky é silencioso e desempenha um papel insignificante nos filmes, mas ele pode falar nos quadrinhos da Disney Adventures e no CD-ROM de Centro de Atividades de Toy Story. Após Woody e CR serem jogados para fora do caminhão de mudanças, Rocky desempenha um papel proeminente na tortura de Woody, por ele girá-lo no ar e depois jogá-lo do caminhão pessoalmente. Mas, quando os brinquedos percebem que Woody está usando CR apenas para ajudar Buzz para entrar no caminhão, ele é rápido para tentar redimir-se através de baixar a rampa do caminhão para eles. O nome de Rocky é uma referência a Rock de Gibraltar. A inspiração para a inclusão do "Rocky", a Gibraltar veio do designer e animador da Pixar, Bud Luckey. Rocky é um personagem jogável no jogo Toy Story Racer. Nesse jogo, Rocky pode falar. Em Toy Story 2 é apenas figurante, como a maioria dos brinquedos de fundo, não tendo a mesma importância do primeiro filme.

#### Ovelhas (Mariel, Muriel e Abel)
São ovelhas de porcelana, pertencentes a Betty. Se uniram e, por vezes, erroneamente acredita ser a única ovelha com três cabeças.

#### Cobrae Robô
Uma cascavel verde, amiga de um brinquedo chamado Robô. Robô pode falar, mas Cobra não. Eles pertencem ao grupo de brinquedos menos conhecidos.

#### Palhaço
É um brinquedo de balançar na forma de um palhaço com uma pintura à mão. Ele não pode falar. Assim como Rocky e outros brinquedos de fundo. Palhaço tem mais destaque em Toy Story do que em Toy Story 2.

### Outros personagens de fundo

#### Roleta
É um brinquedo educativo para bebês feito pela Mattel, só aparece no primeiro Toy Story. Os animais que aparecem em Roleta, no sentido horário a partir de cima são: ovelha, cão, pato, rã, cavalo, coiote, galo, porco, vaca, aves, gato e peru. Ele sempre é visto junto com o Mr. Spell.

#### Troikas
São um conjunto de cinco ovos de plástico em forma de brinquedos. Não podem falar. Suas faces são de animais: bulldog (o maior), gato (o segunda maior), pato (o médio), peixe (o segundo menor) e joaninha (o menor).

#### Soldados de plástico
São os soldados de plástico que são fixados em posições específicas. Eles vão a missões para ajudar os brinquedos de Andy no check-up de presentes (no aniversário de Andy e no Natal, geralmente) e em outras "atividades”. Eles e o Sargento vivem dentro de um barril, chamado “Barril de Soldados”. No terceiro filme só restam o Sargento e mais dois, posteriormente indo parar em Sunnyside.

#### Boneca Troll
Ela é uma boneca Troll com um rosto bonito, que é revestido de um biquíni azul com margaridas. Ela se comunica agitando sua cabeça para sim/não, mas ela não pode falar. Troll vive com o Tubarão e com o Palhaço na caixa de brinquedos de Andy. É desconhecido o tipo de boneca Troll que ela é, mas parece muito semelhante à Troll feita por Russ Berrie no final dos anos oitenta. Troll é amigável com Betty e Rocky. Tem pouca importância em Toy Story 2.

#### Caminhão de bombeiros
É um conjunto de brinquedos incluindo quatro Bombeiros e os seus caminhões, feitos por Little Tikes Company. No pequeno carro vermelho também podem ser vistos outros tipos de homenzinhos: "Com Chapéu", "Fazendeiro", "Casado", "Pintor", "Marinheiro" e outros.

#### Barril de macacos
É um pré-jogo da Lakeside Brinquedos, de 1960. Andy possui uma versão dos anos 90 (com macacos vermelhos e amarelos no barril), que é produzido por Milton Bradley. Em Toy Story, enquanto a família de Andy foi deslocada para o Pizza Planet, os brinquedos utilizam o barril de macacos para tentar salvar Buzz. No terceiro filme, os macacos vermelhos são vistos na brincadeira imaginária de Andy no começo do filme, onde eles são expelidos de dentro da nave espacial do Sr. Porcão (principal vilão das brincadeiras de Andy, que é interpretado por Porquinho).

#### Mágica Bola-8
É um brinquedo de "adivinhação" feito pela Tyco. No primeiro Toy Story, Bola-8 é vista na mesa de Andy. Em Toy Story 2, Bola-8 se mantém sobre a estante de Andy, ao lado do esquecido Wheezy e Coloque a Argola, um velho e empoeirado brinquedo de bebê feito pela Fisher-Price. No primeiro filme, Woody tenta utilizar a bola para predizer se Andy o levará ao Pizza Planet. A resposta é "Não conte com isso". Woody fica irritado e lança Bola-8 para trás da mesa, que acaba ficando presa. Como só foi vista neste breve período, não se sabe se a bola possui vida. Em Toy Story 3, Molly põe a bola para doação.

#### Hóquei Puck
É uma estatueta com a forma de um botão preto, com uns dois tacos de hóquei cruzados, como o seu emblema. Ele aparece brevemente no primeiro filme e, aparentemente, não pode falar. Ele é visto uma única vez, quando o Sr. Cabeça de Batata diz: "O que você está olhando, seu zero à esquerda!” (alusão ao bordão do dublador Don Rickles) É um dos poucos objetos que possuem vida própria.

#### Dolly, Teddy e Duckie
Uma boneca que usa uma camisa azul e uma saia rosa, um ursinho rosa com um olhar irritado, e um patinho de borracha, vistos no “camarote” de Toy Story, quando os brinquedos estão em uma reunião com Woody. Acredita-se que nenhum dos três pode falar.

#### Coloque a Argola
Um típico brinquedo para bebês, feito pela Fisher-Price. O brinquedo, feito de plástico, consiste em uma espécie de vareta e cinco argolas coloridas, todas de tamanho diferentes, que devem ser encaixadas na vareta, em ordem de tamanho. Aparece brevemente em Toy Story e, em Toy Story 2, é levado para a venda de usados. Coloque a Argola na verdade não é um personagem, e sim um objeto, já que não pode falar e aparentemente não possui vida própria.

#### Bola
Uma bola colorida de Andy que aparece brevemente em Toy Story, quando Buzz está mostrando aos outros brinquedos que sabe voar. Aparece também bem brevemente em Toy Story 2. Na verdade, pode ser considerado um objeto, não um personagem, visto que não pode falar e aparentemente não possui vida. Também aparece no curta da Pixar, Luxo Jr..

#### Móbile de avião
Outro brinquedo que faz uma pequena e breve aparição em Toy Story, quando Buzz quer mostrar aos outros brinquedos que sabe voar. Não pode falar e aparentemente não possui vida. Ele aparece no jogo referente ao Toy Story 2, como chefe da fase 3, onde ele pode falar e possui vida própria, possivelmente deve estar sendo controlado por um piloto de brinquedo.

#### Carrinho Cor-de-Rosa
É a miniatura de um Chevrolet Corvette de cor rosa. Só aparece em Toy Story 3, no começo, quando Andy está brincando, e ele é o carro para que o Sr. e a Sra. Cabeça de Batata pulam, que dois aliens do Pizza Planet estão dirigindo. Ele é cortado no meio pelo laser do Buzz, na imaginação de Andy. Por ser cor-de-rosa, é provável que ele seja de Molly. Possivelmente é um objeto, não um personagem, já que não fala e ao que tudo indica, Não possui vida.

### Brinquedos de Sid

#### Camuflado
É o sargento de Sid, do tipo boneco, aparentemente era o único brinquedo inteiro de Sid. É destruído por um enorme explosivo, na primeira cena de Sid (tecnicamente, o brinquedo morreu).

#### Brinquedos mutantes
Os Brinquedos mutantes são brinquedos mutilados e azarados que vivem suas vidas infelizes nos cantos mais escuros do quarto de Sid. Eles foram construídos por Sid, com mistas peças de brinquedos variados, tanto com as bonecas de Hannah (daí as partes de bonecas). Eles não falam (provavelmente devido ao fato de sofrerem mutilações) e possuem um olhar horrível (na realidade, Woody e Buzz acham que são canibais e que vão comê-los), mas eles são realmente amigáveis e tímidos. Eles fixam o braço quebrado de Buzz e também ajudam Woody com o seu plano para salvar Buzz das garras de Sid.

##### Bebê chorão
O aparente líder dos brinquedos mutantes. Ele é uma cabeça masculina de boneca sem um dos olhos em cima de uma aranha ou caranguejo, com tenazes feitas de conjuntos de peças eretoras. Uma forma de Bebê Chorão se comunicar com os outros brinquedos é bater em Código Morse ao lado da cama de Sid com uma de suas grandes garras. Bebê Chorão vive nas sombras sob a cama de Sid. Bebê Chorão é um personagem jogável no jogo Toy Story Racer. Não confundir com Bebezão, personagem de corpo inteiro nada alterado que vive em Sunnyside.

##### Mão-na-caixa
É uma mão verde de borracha do monstro de Frankenstein, que sai de uma caixa, quando é aberta. Comunica-se em sinais gestuais.

##### Pato
O resultado de uma combinação tripla de brinquedos: uma cabeça de pato com um corpo de boneco e um êmbolo de base. Exceto por Janie, ele é o único dos brinquedos de Sid que pode emitir sons.

##### Pernas
O único brinquedo mutante mulher. Ela é um brinquedo cujo corpo é somente pernas da boneca Barbie anexadas a uma vara de pescar. Ela é aparentemente muito forte, sendo capaz de carregar pesos equivalentes ao do Pato e ao do Bebê Chorão.

##### Sapo
O brinquedo mutante mais rápido de todos: um carrinho em forma de sapo, com duas diferentes rodas (à esquerda um par de rodas normais e a direita um par de rodas de caminhão), ao invés de pernas. O Sapo possui em falta a sua mão esquerda.

##### Bob
Um piloto de avião a jato, cujo tronco foi anexado a um velho Mini-skate.

##### Jingle Joe
Outro brinquedo resultado de uma tripla combinação. Ele é um soldado com a cabeça vedada em cima de um brinquedo parecido com um rolo compressor e possui um braço de uma figura parecida com Mickey Mouse. Ele aparece quando pressiona o botão da lanterna de Woody, no quarto de Sid.

##### Rockmobile
Um brinquedo com uma cabeça de inseto (ele se parece com uma mistura de mosca e Louva-Deus), que fica na parte superior do tronco de um boneco parecido com Rocky, em que possui um volante de um brinquedo de carro.

##### Carro andante
Um amarelo carro Chevrolet, de 1957, com pequenas mãos e pés de boneca. Pode correr e subir em objetos rapidamente.

##### Boneca Janie e Pterodátilo
Boneca amada de Hannah e brinquedo em forma de um pterodátilo de Sid. Essas são as “misturas”, da última “operação”, chamada de "transplante duplo de cérebro” (suas cabeças foram arrancadas e trocadas de corpos, ou seja, Janie ficou com a cabeça do Pterodátilo e este ficou com a cabeça de Janie). Depois, os brinquedos tiveram suas cabeças de volta ao corpo certo. Na cena em que os brinquedos atacam Sid, Jane diz "Red Rum", em uma referência a The Shining (no entanto, esta fala poderia ser interpretada como apenas Mamãe).

##### Outros
Além disso, quando Sid é atacado pelos brinquedos, pode se ver um monte de outros brinquedos quebrados, incluindo um ‘’Brinquedo Alienígena’’ (que Sid deu ao seu cão), uma boneca queimada (que repetitivamente diz "Mamãe", em um modo semelhante ao de uma boneca falar), um grande e vermelho caminhão, um soldado com um prego na cabeça, e um outro soldado com uma perna quebrada.

### Bonecas de Hannah

#### Sally
É, aparentemente, a substituição de Janie, a boneca preferida de Hannah. Após Sid ter sido atacado pelos brinquedos, ele vê Sally e então foge no susto pensando que Sally também venha à vida. Hannah então persegue Sid e tenta assustá-lo ainda mais.

#### Maria Antonieta
É a companhia de duas bonecas no chá de Hannah. Uma delas é Barbie sem suas originais pernas, a outra é uma boneca em um vestido florido violeta. Um ursinho castanho escuro também é visto com as bonecas. Todas essas bonecas não possuem cabeças, devido ao fato de Sid ter torturado os brinquedos de Hannah, mas ela ainda é capaz de brincar com elas. Maria Antonieta é provavelmente um apelido baseado em sua condição.

### Brinquedos extraterrestres

#### Turma de aliens
São uma turma de alienígenas de três olhos. Estes brinquedos eram prêmios idênticos em um jogo de habilidade do restaurante Pizza Planet, onde uma grande garra se entende e escolhe um desses alienígenas e, o escolhido “vai para um lugar melhor". Essa garra é o líder para os alienígenas (na verdade, é mais um Deus para eles). Três destes brinquedos são resgatados por Sr. Cabeça de Batata em Toy Story e tornam-se “anexo” a ele. Sra. Cabeça de Batata adota-os. Eles parecem ser brinquedos promocionais para o Pizza Planet, porque eles usam uniformes com o logotipo do restaurante. Eles são chamados de "Little Green Men" (Pequenos Homens Verdes). No terceiro filme, eles também vão para a Sunnyside e são responsáveis por resgatar os brinquedos segundos antes deles caírem em um poço de incineração de lixo, utilizando a garra. Um integrante dessa turma é personagem jogável no jogo Toy Story Racer.

#### Imperador Zurg
É o arqui-inimigo de Buzz Lightyear Resumidamente mencionado no primeiro filme, ele faz a sua primeira aparição em Toy Story 2. Um brinquedo de Zurg é acidentalmente libertado por Buzz quando este escapa do Celeiro de Brinquedos de Al e, acreditando-se muito que o verdadeiro Buzz Lightyear estava em sua frente, tentou caçá-lo e destruí-lo. Zurg confronta com Buzz, que é acompanhado por outro Buzz, que também se acredita ser o verdadeiro Buzz Lightyear, em um elevador. Buzz #2 batalha com ele, e durante esse confronto, Zurg revela que é seu pai (em paródia a The Empire Strikes Back). Zurg é então acidentalmente derrubado do elevador por Rex, mas ele sobrevive e estabelece uma relação de pai e filho com Buzz #2 na sua próxima cena. Zurg é o principal chefe do jogo de vídeo game "Buzz Lightyear", que Rex adora jogar e que sempre fica frustrado devido à sua falta de experiência. Assim, se torna muito mais animado quando ele "derrota" Zurg. Sua arma é um “lançador de íons", que exerce em sua mão direita (um brinquedo homólogo de mola que é uma arma que pode disparar bolas de plástico (que ele usa para brincar de pegar com Buzz # 2). Ele reaparece em Toy Story 3, porém, não é o mesmo brinquedo do segundo filme.
É dublado por Andrew Stanton no filme e Wayne Knight na série Buzz Lightyear do Comando Estelar, e por Renato Rabello no Brasil.

### Brinquedos do rodeio do Woody

#### Jessie
Ela é modelada de acordo com um personagem ficcional de uma série de televisão antiga, chamada “O Rodeio de Woody”, onde os personagens que constam são: o Xerife Woody, Jessie, o Mineiro e Bala no Alvo. Jessie é essencialmente o contrário do gênero masculino de Woody, exceto por ela ser muito mais emotiva do que ele. Fora isso, sua marca é a sua brilhante e vermelha cabeleira. Jessie, no entanto, esconde uma boa dose de tristeza por trás de sua lúdica personalidade, pois foi esquecida debaixo da cama, por sua antiga dona, Emily. Anos no escuro, também desenvolveu claustrofobia. Existe alguma “química” entre Jessie e Woody, semelhante à de irmãos, já que Woody possui Betty como sua namorada. No final do filme, Jessie e Bala no Alvo são adotados como brinquedos de Andy. Buzz tem uma queda por ela, e Jessie primeiro retorna elogios ao descrevê-lo como o "brinquedo espacial mais fofo que ela já conheceu", e começa a compartilhar dos sentimentos após ser cortejada pelo "modo espanhol" de Buzz. A corda de voz de Jessie não ativa no filme. É personagem jogável em Toy Story Racer e Toy Story 3: The Game.
É dublada em inglês por Joan Cusack, no Brasil por Mabel Cezar, e em Portugal por Carmen Santos.

#### Mineiro
Também conhecido como o Pete Fedido, é um corpulento boneco em forma de um mineiro, e é um dos principais vilões de Toy Story 2, embora esse fato não tenha sido revelado em sua primeira aparição. Ele é um brinquedo modelado de acordo com um personagem ficcional da série de televisão antiga, chamada de “O Rodeio de Woody”. O Mineiro visto no filme nunca foi aberto e ainda está na caixa, sendo muito procurado pelos colecionadores. Em contraste com o personagem do Rodeio de Woody, que foi retratado como um idiota, o brinquedo é bastante inteligente, manipulador e com um bom vocabulário, e, quando aparece pela primeira vez, surge como um pai e conselheiro. Infelizmente, o Mineiro passou uma vida infeliz em uma prateleira de uma loja, observando todos os outros brinquedos serem vendidos, até que Al finalmente o encontra. Ele tem um forte ódio de brinquedos espaciais (especialmente de Buzz), que surgiu devido ao fato da popularidade da primeira viagem espacial, que consequentemente fez a popularidade dos brinquedos country cair bastante. O Mineiro manipula várias vezes Woody para impedi-lo de voltar para Andy. O fato de ele nunca experimentar o amor e o carinho de uma criança é provável que o fez-se tornar tão amargo e ressentido. Ele vê a criança como destruidoras de brinquedos, cujo destino final será se deteriorar um uma lata de lixo. Isto lhe faz com que tente de todas as maneiras ir a Tóquio e se tornar um brinquedo de coleção e exposição para o resto de sua vida; ao contrário de Woody e Jessie que querem experimentar a alegria de viver com crianças, o tempo quanto for possível. Graças aos seus amigos, Woody logo começa a partir, enquanto o destino do Mineiro é o de acabar com uma garotinha chamada Amy que gosta de decorar rostos de bonecas com lápis. Percebe - se que no x box aparece em Toy Story 3 e no modo historia é amigável apesar de dar uma picaretada no Woody no jogo. Assim como Jessie, sua corda de voz não é ativada.
É dublado em inglês por Kelsey Grammer, no Brasil por José Santa Cruz, e em Portugal por Pedro Pinheiro.

#### Bala no Alvo
É um boneco de um cavalo, introduzido em Toy Story 2. No filme, ele é um brinquedo modelado a partir de um personagem ficcional da série de televisão antiga “O Rodeio de Woody", sendo o fiel cavalo do xerife. Tanto o Bala no Alvo da televisão e o brinquedo são ferozmente leais e obedientes a Woody. Quando Woody, em sua última instância, decide voltar para o quarto de Andy, a lealdade de Bala no Alvo é o que faz com que ele decida ficar e ir para o Japão. No final do filme, tanto ele como Jessie agora fazem parte dos brinquedos de Andy. No terceiro filme, prova sua lealdade a Woody tentando seguí-lo quando este decide fugir de Sunnyside, mas Woody o repele, dizendo que ficará sozinho no sótão. Ao contrário da maioria dos outros brinquedos, Bala no Alvo não pode se comunicar de forma clara, mas como um verdadeiro cavalo, ele usa a sua própria "linguagem" para "falar". Bala no Alvo possui características mais parecidas com a de um cachorro, do que com as de um cavalo, isto porque ele balança o rabo quando está contente e sempre lambe Woody.

### Brinquedos do celeiro de brinquedos do Al

#### Barbie Guia
É uma boneca da Barbie, do Celeiro de Brinquedos do Al. Quando Porquinho, Slinky, Rex e Sr. Cabeça de Batata estão em uma carro no corredor da Barbie, enquanto buscam por Woody, a Barbie Guia está numa festa com outras barbies em seu corredor, mas deixa a festa e assume a direção do carro e os ajudam a localizar Buzz. Ela usa um vestido azul e está sempre sorrindo (exceto nos erros de gravação de Toy Story 2). Ela é, provavelmente, a Barbie de Molly.
É dublada em inglês por Jodi Benson, no Brasil por 	Fabiola Martins, e Carla de Sá em Portugal.

#### Robôs de combate
São um conjunto de dois robôs de combates, um azul e outro vermelho, baseados nos robôs Rockem Sockem feitos pela Mattel, que estão no escritório de Al em Toy Story 2. A falta de uma das orelhas dos robôs é uma referência ao famoso jogo Mike Tyson, em que Tyson arranca fora um pedaço da orelha de Holyfield. Slinky perguntou a um deles se viram Woody. O robô azul primeiro responde, mas o vermelho indica que Slinky estava falando com ele. Os dois então lutam e o azul aparece como vencedor. Eles são interpretados pelos diretores John Lasseter e Lee Unkrich.

#### O “Outro” Buzz
É essencialmente outro boneco do Buzz Lightyear com um cinto que lhe concede as características extras. Quando o Buzz de Andy tenta pegar o cinto desse Buzz em Toy Story 2, o “outro” Buzz vem à vida e o prende em uma caixa de papelão vazia e toma o seu lugar. Ele, tal como o Buzz de Toy Story, acredita que é o verdadeiro Buzz Lightyear. "Outro" Buzz pensa que os brinquedos estão em uma missão para infiltrar a fortaleza do Imperador Zurg e consequentemente derrotá-lo. Após resgatar Woody, o Buzz de Andy confronta "Outro" Buzz. O Buzz de Andy consegue provar que ele é o Buzz que os outros brinquedos conhecem, porque em seu pé está escrito o nome Andy. Por acaso, o grupo de brinquedos encontra com Zurg, a quem "Outro" Buzz batalha. Durante esta luta, Zurg revela que é seu pai, e “Outro” Buzz é visto jogando bola com ele para formar um verdadeiro vínculo entre pai e filho.

### Outros brinquedos

#### Barbie na mochila
Foi uma boneca Barbie, cujo rosto foi desenhado pela garotinha chamada Amy, sua dona. Ela parece bastante satisfeita com a sua “proprietária”, não obstante as várias marcas de canetas em seu rosto, e alguns de seus cabelos serem cortadas. Ela diz que Amy é "uma artista".

### Brinquedos de Sunnyside

#### Lotso
Lotso (dublado originalmente por Ned Beatty, e por Pádua Moreira no Brasil) é um urso de pelúcia rosa de detalhes brancos com um nariz de veludo roxo, que usa um martelo de madeira de brinquedo como uma espécie de bengala. Possui um aroma doce de morango silvestre e um sotaque do sul. É o líder dos brinquedos de Sunnyside e o principal antagonista do terceiro filme. É visto pela primeira vez acolhendo os brinquedos de Andy em Sunnyside, sempre passeando pela creche em um caminhão grande amarelo. Inicialmente se mostra como um guardião bondoso e sensato, porém, na verdade, é um guardião implacável e cruel, apesar de que seu passado faça dele um vilão trágico.
Na casa de Bonnie, Chuckles, o palhaço, conta à Woody, que Lotso e Bebezão eram propriedades de uma garota chamada Daisy, e que Lotso, era o "brinquedo especial" para ela, e que durante os tempos que ficaram com Daisy, Lotso era um "amigo bondoso" para com ambos, Chuckles e Bebezão. Eventualmente, tudo mudou quando Daisy e sua família foram almoçar no campo e a garota adormeceu. Seus pais a colocaram no carro e acabaram por esquecer os brinquedos. Agindo de forma esperançosa, Lotso levou seus dois amigos, Chuckles e Bebezão, de volta para a casa de Daisy, porém ao chegarem lá, eles veem Daisy com "outro" Lotso, o que deixa Lotso de coração partido e convencido de que tinha sido esquecido e substituído, o que explica o por quê de ele ter se tornado tão insensível, cruel e impiedoso. Amargurado, Lotso mente para Bebezão dizendo que ele também fora substituído e o convence a ir embora da casa de Daisy. Chuckles tenta argumentar com Lotso, mas é impossibilitado de fazê-lo, sendo forçado a ir embora também. Então Lotso descobre Sunnyside e resolve se vingar transformando a creche em um internamento para os brinquedos abandonados pelos proprietários, manipulando os brinquedos para seguirem as suas ordens. No final, descobre-se toda a farsa que ele armou e acaba sendo jogado na caçamba de lixo pelo Bebezão, indo parar no lixão junto com Woody e cia. Acaba sendo salvo por Woody e Buzz de ser triturado e quando avista o botão para parar a esteira de lixo, pede que Woody o ajude a subir, mas ao invés de desligar, simplesmente vai embora. Ao se esgueirar pelo lixão, é achado por dois lixeiros e amarrado a grade de um caminhão, junto a outros bonecos de pelúcia.

#### Bebezão
É um brinquedo de um bebê e é o principal companheiro de Lotso, sendo que mais tarde se revolta contra ele, pelo mau comportamento com sua velha proprietária.

#### Ken
Ken é o brinquedo namorado da Barbie, que por amor a ela, se une aos brinquedos de Andy. Se irrita ao ser descrito como brinquedo de menina.
Ken faz parte da "elite" dos brinquedos de Sunnyside, liderada por Lotso, tanto que sua casa de brinquedo de três andares(onde o boneco mora) fica localizada na sala borboleta(que é a sala onde brincam as crianças maiores). Quando ele e Barbie começam a namorar, ela já passa a morar com ele em sua casa na sala borboleta enquanto os demais ex-brinquedos de Andy ocupam a sala lagarta(contra a sua própria vontade, é claro).
Ken é o principal encarregado da captura de Buzz quando este invade o "cassino" da elite localizado no topo da máquina de refrigerantes da Sunnyside, já que Buzz quer negociar com Lotso afim de que ele e seus amigos troquem a sala lagarta pela sala borboleta. Após ele e os demais passarem Buzz(que voltou a acreditar que é um patrulheiro) para seu lado, Barbie descobre as intenções de Ken e roupe o namoro com ele, se juntando aos prisioneiros(que são os outros ex-brinquedos de Andy, exceto Buzz), onde Ken é uma espécie de carcereiro, organizando todos os prisioneiros e impedindo que alguém fuja.
Em meio a essas situações, Ken é confrontado pelo Sr. Cabeça de Batata e logo "faz as pazes" com Barbie, que volta á casa de Ken somente para capturá-lo e fazer Buzz voltar ao normal.
Apesar das idas e vindas, é notável um amor sincero entre Ken e Barbie. Inclusive apesar de Ken ser um tanto delicado, já que foi chamado de "metrossexual" por Buzz em certo ponto do filme.
É dublado em inglês por Michael Keaton, no Brasil por Duda Ribeiro, e em Portugal por Pedro Caeiro.

#### Estica
Uma polvo roxa que é capaz de esticar os seus tentáculos. Muito boa em ganhar jogos de azar. Acaba se tornando mensageira de Ken e Barbie quando eles passam a tomar contato com os brinquedos que foram para a casa de Bonnie. É dublada em inglês por Whoopi Goldberg, e no Brasil por Carla Pompílio.

#### Jack-da-caixa
Aparece apenas recebendo os brinquedos novos na creche. É dublado no original pelo diretor Lee Unkrich.

#### Traça De Livro
Um brinquedo de uma traça verde que vive na biblioteca no meio dos livros. Sempre impaciente. Dublado em inglês por Richard Kind e no Brasil por Sérgio Stern.

#### Autofone
Um dos brinquedos confinados na Sala Lagarta, um telefone de brinquedo da Fisher-Price. Se escondeu por muitos anos e nunca foi danificado pelas crianças que brincavam por lá. Dá dicas para Woody sobre como fugir de Sunnyside. Mas, infelizmente, ele foi quebrado por Lotso para que o paradeiro de Woody e seus amigos fosse revelado. Quando Barbie e Ken passam a ser os líderes de Sunnyside, ele é reconsertado e para de ficar escondido das crianças.	 Dublado em inglês por Teddy Newton, no Brasil por Mário Tupinambá, e em Portugal por José Alberto Carvalho.

#### Faísca
Faísca é um brinquedo robô, acompanhante de Lotso e vigia a creche durante a noite, evitando fuga de brinquedos. Embora tenha apoiado Lotso em muitas situações, na realidade não é malvado.

#### Chunk
Um boneco petrificado. Pode mudar a expressão facial de seu rosto de feliz a malvado, tem pontas de proteção nos ombros. Ele não mostra ser muito inteligente. Dublado em inglês por Jack Angel e no Brasil por Ronaldo Júlio.

#### Cacoete
Supostamente um dos brinquedos mais fortes de Sunnyside, por possuir músculos e várias articulações. Fica com uma lanterna a noite num topo de um brinquedo do parquinho da creche vigiando também se não há fugas de brinquedos.
Dublado em inglês por John Cygan e no Brasil por Jorge Vasconcellos.

#### Macaco
Baseado no brinquedo musical de corda Jolly Chimp, vigia toda Sunnyside através das câmeras de segurança. Muito competente, nunca deixou um único brinquedo fugir da creche durante a noite (Woody conseguiu fugir de dia), sempre gritando toda vez que um brinquedo tenta escapar. Segundo o Autofone, para que Woody e seus amigos consigam escapar, deveriam primeiro retirar o Macaco da jogada. Woody e Slinky escapam sem ser notados pelas câmeras e, através dos dutos de ventilação, chegam até a sala onde o Macaco monitoram as câmeras. É amarrado com fitas durex e colocado dentro de uma gaveta, mas não sem antes brigar por Woody pelo microfone que sinalizava a fuga dos brinquedos. Após a saída de Lotso, vira o iluminador das festas à noite de Sunnyside.
Ele é baseado no macaco de brinquedo do conto de Stephen King, "O Macaco".

### Brinquedos de Bonnie

#### Botão de Ouro
Um unicórnio de pelúcia que apesar da aparência feminina possui voz máscula. Dublado em inglês por Jeff Garlin, e no Brasil por Eduardo Dascar.

#### Chuckles
Um palhaço de brinquedo que foi achado e adotado por Bonnie. Era amigo de Lotso e acompanhou de perto seu relacionamento favorável com sua dona, Daisy. Porém, ao lado de Lotso e Bebezão, Chuckles foi esquecido por Daisy e seus pais durante um piquenique. O trio não desistiu até achar a casa de Daisy, mas teve uma grave decepção: Daisy possuía um outro brinquedo parecido com Lotso que ficou de coração partido. Lotso induz Bebezão de que ela substituiu os três e ameaça Risadinha para que ele não conte a verdade. Eles pegaram carona num caminhão do Pizza Planet e caíram em Sunnyside. Depois de quebrado e jogado fora, Bonnie o achou, o consertou e o adotou. Chuckles até hoje não guarda boas lembranças de Lotso e, por causa disso, nunca mais sorriu (o que dá uma noção irônica ao personagem, que, por ser um palhaço, deveria ser alegre e engraçado). Mas, após ver um desenho que Bonnie fez dele, ela acaba dando um pequeno sorriso. Quando conheceu Buzz e cia., os Cabeça de Batata mostraram-se simpáticos e cordiais com ele. Dublado em inglês por Bud Luckey, no Brasil por Ednaldo Lucena e em Portugal por António Montez.

#### Espeto
Um porco espinho de pelúcia com visual e sotaque alemão. Adora interpretar as obras de William Shakespeare, uma homenagem ao seu intérprete, Timothy Dalton. No Brasil, é dublado por Garcia Jr. e Gutemberg Barros em Toy Story 4.

#### Dolly
Uma boneca de pano que é usada para ser a vilã das brincadeiras de Bonnie, mas que, na verdade, é muito hospitaleira e bem humorada. Dublada em inglês por Bonnie Hunt e no Brasil por Mareliz Rodrigues. Já foi chamada de boneca Anocas.

#### Ervilhinhas
São três "ervilhinhas" de pano que vivem juntas dentro de um estojo.Elas são gêmeas e aparenta ser mais inteligente do que os outros brinquedos.

#### Trixie
É uma tricerátopo que adora acessar o computador da casa de Bonnie e conversa com um velociraptor de brinquedo que mora perto. Também gosta de jogar no computador. Acaba se tornando amiga de seu companheiro dinossauro, Rex. Dublada em inglês por Kristen Schaal, no Brasil por Christiane Monteiro e em Portugal por Carla García.

#### Totoro
O personagem-título de Meu Vizinho Totoro, que também é o mascote do Studio Ghibli, aparece como um dos brinquedos de Bonnie. Ele é um brinquedo grande de pelúcia e não fala durante o filme, nem é chamado pelo seu nome por ninguém. Mas ele exibe seu famoso sorriso durante os créditos. De acordo com o livro relacionado, A Arte de Toy Story 3,[carece de fontes?] a presença de Totoro no filme era para ser uma homenagem ao Hayao Miyazaki, que é um amigo próximo do executivo da Pixar John Lasseter. Fora a relação entre Lasseter e Miyazaki, outro fator que contribuiu para o aparecimento de Totoro foi o fato da Disney dublar filmes do Studio Ghibli para seus lançamentos em inglês.
Por motivos desconhecidos, Totoro não aparece no curta Férias no Havaí.

#### Garfinho
É um garfo de plástico criado por Bonnie para um projeto da escola, e mas tarde usada como brinquedo pela mesma. Fez sua estréia em Toy Story 4 e dublado por Tony Hale.

## Humanos

### Andy Davis
É um garoto de oito anos de idade, e o “proprietário” de Woody,
Buzz e os outros brinquedos, que ele trata com uma grande quantidade do amor. Em Toy Story, Andy recebe um Buzz Lightyear em seu aniversário, que provoca tensão entre Woody e Buzz, que sempre se orgulha de ser o brinquedo favorito de Andy. Ele gastou muito mais tempo brincando com o Woody e cresceu amando-o tanto quanto Buzz, mas este ainda tem um lugar especial no seu coração, como foi evidenciado, quando ambos os brinquedos desapareceram por um tempo e ele teme que sejam deixados para trás após mudarem-se para uma casa nova com a sua família. Felizmente, ele é capaz de encontrá-los quando estão a caminho da nova casa (por essa altura, Woody e Buzz puseram de lado todas as tensões e tornam-se amigos). Mais tarde naquele ano, no Natal, ele recebe um cachorro, embora o seu vínculo com o novo animal de estimação nunca desenvolveu o entusiasmo para além de ter um. Em Toy Story 2, ele é visto apenas no início e um pouco no final. No entanto, durante o curto espaço de tempo que ele está no filme, é fácil dizer que ele ainda ama muito seus brinquedos e que os brinquedos ainda sentem o mesmo sobre ele. Em Toy Story 3, ele já possui dezessete anos e está indo para a faculdade. Agrupa todos os brinquedos dentro de uma caixa, a qual ele levaria para o sotão, mas deixa Woody separado, colocando-o na caixa que ele levaria para a faculdade. No final do filme, ele acaba doando todos os brinquedos para Bonnie, que promete cuidar muito bem deles. Andy afirma que, apesar de estar muito velho para brincar, os brinquedos ainda são muito importantes para ele. Tanto que ele brinca com eles e Bonnie uma última vez antes de partir. Andy vive com sua mãe e sua irmã, Molly. Seu pai não é visto no filme.
É dublado em inglês por John Morris, no Brasil por Bruno Miguel no primeiro, Rodrigo Antas no segundo e Olavo Cavalheiro no terceiro, e por Luis Lucena em Portugal.

### Sra. Davis
É a mãe de Andy e Molly. Embora implícita, não está claro se ela é divorciada ou viúva, apesar de informações básicas, tais como “Ultimate Guias” indicam que ela é viúva. É uma típica mãe zeladora.E é bochechuda
É dublada em inglês por Laurie Metcalf, no Brasil por Sheila Dorfman e por Luisa Salgueiro em Portugal.

### Molly Davis
É a irmãzinha de Andy. Ela é um bebê de um ano em Toy Story e uma criança de 3 ou 4 em Toy Story 2. Em Toy Story 3, ela já é maior e mais velha, tem 11 anos, e obviamente pode falar normalmente. Costuma "xeretar" as coisas de seu irmão mais velho e é evitada por este (embora tratada carinhosamente por ele em Toy Story e Toy Story 2), já que quer possuir seu quarto assim que ele partir para a faculdade.

### Sid Phillips
É uma criança hiperativa e perturbada de treze anos de idade. O menino é o principal vilão do primeiro filme. Ele foi o vicioso vizinho de Andy (até Andy mudar), e é o pior pesadelo de qualquer brinquedo. Sid é um jovem, que gosta de andar de skate e usa aparelhos dentários de metal em seus dentes, cuja ideia de diversão é aterrorizar sua irmã e destruir os brinquedos de muitas maneiras (explodindo, queimando-os ou em suas "operações malucas"). De acordo com uma entrevista, Sid é o nome de um antigo empregado da Pixar, que levava brinquedos para casa e, por vezes, reconstruía-os em diferentes formas. No final do filme original, quando Woody e os brinquedos de Sid decidem salvar Buzz e assustar Sid, ele torna-se muito assustado com brinquedos. Faz uma pequena aparição em Toy Story 3, onde é visto como o catador de lixo do caminhão que quase leva os brinquedos de Andy. Crescido, ele continua usando uma camiseta preta com uma caveira, como em Toy Story.
Nota: Ele é o único humano da série que soube que os brinquedos são vivos.
É dublado em inglês por Erik von Detten e no Brasil por Patrick de Oliveira.

### Hannah Phillips
É a calma irmãzinha de Sid. Ela possui várias bonecas, com as quais realiza chá de bonecas. Seus brinquedos são frequentemente vítimas das mutilações de Sid.
É dublada em inglês por Sarah Freeman e no Brasil por Carol Kapfer.

### Sr. Phillips
O pai de Sid e Hannah é visto dormindo em uma poltrona, quando Buzz entra na sala.

### Sra. Phillips
A mãe de Sid e Hannah não é vista, mas sua voz é ouvida várias vezes.

### Al McWhiggin
É o colecionador de brinquedos que rouba Woody em Toy Story 2 na esperança de vende-lo para um museu no Japão. Al é obsessivo, sem escrúpulos, gordo e preguiçoso. Al é o proprietário de uma loja de brinquedos chamada Celeiro de Brinquedos do Al e é um dos principais vilões de Toy Story 2. A loja é primeiramente vista em um anúncio durante o original Toy Story, mas Al não aparece. Ele é visto primeiramente em Toy Story 2, durante um anúncio em que ele se veste de uma galinha. Mais tarde, ele é visto tentando comprar Woody na venda de usados realizada pela Mãe de Andy. Após ela se recusar a entregar o boneco, Al furtivamente rouba Woody, que pretende vende-lo, juntamente com o resto de sua coleção de brinquedos do Rodeio de Woody, para um museu japonês, com o interesse em uma grande soma de dinheiro. Uma vez que os brinquedos não são capazes de chegar ao Japão, Al e sua empresa falem, como foi visto no final do filme, onde Porquinho e Rex estão assistindo a um comercial do Celeiro de Brinquedos do Al, em que Al diz que sua loja tem os preços mais baixos da cidade. Porquinho comenta com Rex: "Bem, acho que o crime não compensa", o que os telespectadores terão de concordar. E depois do último comercial, o Celeiro de Brinquedos do Al fecha o negócio. O sobrenome de Al foi revelado na placa de sua secretária. A aparência de Al é inspirada em seu dublador original, Wayne Knight. É dublado por Mauro Ramos no Brasil e Rui Paulo Fonseca em Portugal.

### Geri
É o reparador de brinquedos que chega ao apartamento de Al em Toy Story 2 para reparar Woody em preparação para sua viagem ao Japão. Ele chama a restauração de brinquedos de ‘'arte'’. Geri foi originalmente visto pela primeira vez em 1997 no curta-metragem da Pixar intitulado de Geri's Game, e há uma alusão ao curta quando Geri abre uma gaveta cheia de peças de xadrez. É dublado em inglês por Jonathan Harris e no Brasil por Miguel Rosenberg.

### Amy
É a menininha proprietária da “Barbie da mochila”. Ela adora “maquiar” os seus brinquedos, fazendo riscos de canetas e lápis em seus rostos. Segundo a Barbie, Amy é uma artista. No aeroporto, nas esteiras das malas que são levadas a bordo do avião, Mineiro, que recusou-se a se tornar brinquedo do Andy e forçar Woody a ir para o Japão, é deixado na mochila de Amy, e também não vai para o Japão com Al. Aparece somente em Toy Story 2.

### Emily
É a antiga dona de Jessie. Assim como Andy sente um grande amor por Woody, Emily possui uma grande paixão por Jessie. Faziam tudo juntas. Mas, um dia, Emily cresceu e parou de brincar com Jessie, substituindo-a por maquiagens e produtos de beleza e acabou levando-a para uma doação de caridade. Só aparece em Toy Story 2.

### Bonnie Anderson
É uma menina que encontra Woody preso pela sua corda em uma árvore e acaba levando-o para sua casa. Lá, Woody faz amizade com seus outros brinquedos. Ela também é vista várias vezes brincando na Sunnyside. Amigável e cuidadosa, acaba se tornando dona dos brinquedos de Andy, assim que ele os doa.

### Daisy
Uma garota que era dona de Lotso, Chuckles e Bebezão. Durante um piquenique, ela acabou adormecendo e os esquecendo. Ganhou um ursinho novo, uma cópia de Lotso, que ficou de coração partido.

### Sra. Anderson
Mãe de Bonnie. Trabalha na creche Sunnyside e é amiga da Sra. Davis, a mãe de Andy, na creche, Bonnie apertou suas bochechas

### Sr. Anderson
Pai de Bonnie. Somente pode ser visto no filme regando as plantas de sua casa quando Andy doa os brinquedos para Bonnie.

### Zelador
Trabalha na creche Sunnyside. Seu carrinho de limpeza foi útil para que Woody escapasse de Sunnyside despercebidamente. Porém, ele quase o encontrou enquanto o xerife escapava pela janela. Para a sorte do boneco de pano, o zelador embaralhou a visão numa mancha no espelho da parede!

## Animais

### Buster
É o cachorro bassê do Andy, que ele recebe no final do primeiro Toy Story, mas é visto somente em Toy Story 2. Ele está sempre cheio de energia, e, em geral, é um bom cão. Ele e os brinquedos são amigos e ele é ferozmente leal a Woody. Ele obedece a todos os comandos que Woody lhe concede. Já quando Andy lhe faz os mesmos pedidos, ele não obedece. Em Toy Story 3, já é um velho cachorro e não possui mais a energia de antes, sendo um tanto bonachão, mas ainda assim é bastante companheiro.

### Brutus
É o furioso cachorro Bull terrier do Sid. Ele tem um corpo branco com manchas castanhas, e uma coleira vermelha com grossos espinhos. Ele tem uma mancha preta em torno de seu olho esquerdo. Diferentemente de Buster, não é amigável com os brinquedos e sempre os perseguem, estraçalhando-os quando pode. No álbum Mundo Disney-PIXAR ele é chamado de Scud (o seu nome em inglês), e é acusado verbalmente de não ser esperto, igual a Sid. Na verdade, essa raça é muito inteligente.

### Bichinhos fofos
São um bando de animais, personagens do Rodeio de Woody. Esses animais são: um tatu, morcego, castor, aves, veado, abutre, porco, esquilo voador, coelho, jaguaré, serpente, tartaruga e um filhote de gato selvagem. Eles vêm rapidamente quando Jessie chama-os. Woody compreende o que “falam” no desenho animado “O Rodeio de Woody”, embora eles não falem numa linguagem clara.

### Bichano
É um personagem que nunca apareceu, mas é mencionado quando os brinquedos estão tentando resgatar Buzz da janela. Assume-se que ele ou ela é um gato, porque Rex diz: "Bichano, Quer sai daí? Você está atrapalhando a busca e o salvamento" e também devido ao fato de um guincho de gato ser ouvido. Bichano é visto em Toy Story 4.

### Penosa
É o apelido que o Sr. Cabeça de Batata deu a um pombo. Ele come a tortilla que sustentava os membros do Sr. Cabeça de Batata, que passa a adotar um pepino como corpo enquanto não encontra o corpo de batata.

## Outros personagens

### Bonecos do Palácio do Frango
No curta Toy Story Toons: Small Fry, Bonnie leva Buzz e Woody para o Palácio do Frango, um restaurante fast food especializado em frango onde em uma promoção equivalente ao McLanche Feliz brinquedo são dados em um kit infantil. Um mini-Buzz Lightyear (dublado por Alexandre Moreno) fica irritado com sua situação de ser só para mostruário (em contraste ao mini-Zurg satisfeito em ficar lá) e toma o lugar do Buzz de Bonnie na piscina de bolinhas. Buzz acorda no restaurante fechado, e ao subir o duto de ventilação encontra um grupo de brinquedos igualmente abandonados.
- Rainha Netuna (Queen Neptuna, dublada por Jane Lynch): Uma sereia brandindo um tridente, inspirada no filme "Esquadrão de Batalha Sereia, verão de 1998".
- T-Bone (Angus MacLane): Um robô mutante que sua forma original é uma bisteca T-bone. Ele diz ser líder da "Força Bife", que enfrenta "vegetarianos" (paródia de Transformers e outras franquias de robôs com modos alternativos).
- Caratê Corça (Tae-Kwon Doe, dublada por Lori Alan): Uma corça em um quimono que quebra tábuas.
- Coalacóptero (Koala Kopter, dublado por Carlos Alazraqui): Um coala com hélices de helicóptero no chapéu, que alega ter sido trocado por um "canguru canoa".
- Franklin (Jim Ward): Uma águia careca em um carro em forma de pergaminho com a primeira frase da Constituição dos Estados Unidos inscrita e moedas de US$0,25 como rodas.
- Expresso do Vampiro (Vlad the Engineer, dublado por Jess Harnell): Um vampiro em uma locomotiva, de cuja chaminé qual sai um lobisomem.
- Roxy Boxy (Emily Forbes): uma tartaruga com luvas de boxe que se soltam - inesperadamente, levando a um recall.
- Nervous Sys-Tim (Kitt Hirasaki): Um modelo plástico do sistema nervoso humano.
- Pizza Robô (Pizzabot 5000, dublado por Jason Topolski): Um robô em forma de uma caixa de pizza, com uma pizza em uma mão e um cortador de pizzas na outra.
- Super Pirata (Angus MacLane): Um capitão pirata em traje de super-herói.
- Vaca Atolada (Beef Stewardess): Uma vaca aeromoça, com direito a colete salva-vidas.
- Fantasburger (Ghost Burger, dublado por Jason Topolski): Um fantasma que é um lençol sobre um hambúrguer.
- Bozu, o palhaço ninja: um palhaço em uma roupa ninja roxa brandindo uma torta e uma katana de balão.
- MC Monge (Funky Monk, dublado por Angus MacLane): um monge com estilo Bling-bling.
- Homem Cocoricó (Condorman, dublado por Bob Bergen): um superherói vestido de condor em um carro, inspirado em um filme da Disney de 1981.
- DJ Blu-Jay: Um gaio-azul operando uma mesa de DJ.
- Lagarto Feiticeiro (Lizard Wizard): Um lagarto com uma barba branca, vara de condão e vestido em trajes roxos com estrelas e luas.
- Gary Gancho Fire (Gary Grappling Hook, dublado por Angus McClane): um disparador de gancho com membros, usado por Buzz para fugir.